# La Libertad, Sunuapa
La Libertad är en ort i Mexiko.   Den ligger i kommunen Sunuapa och delstaten Chiapas, i den sydöstra delen av landet, 700 km öster om huvudstaden Mexico City. La Libertad ligger 319 meter över havet och antalet invånare är 288.
Terrängen runt La Libertad är huvudsakligen kuperad, men åt nordväst är den platt. Runt La Libertad är det ganska tätbefolkat, med 58 invånare per kvadratkilometer. Närmaste större samhälle är Pichucalco, 11,7 km öster om La Libertad. Trakten runt La Libertad består till största delen av jordbruksmark.